# Valdearcos de la Vega
Valdearcos de la Vega es una localidad de la provincia de Valladolid, Castilla y León, España.El pueblo se encuentra al este de la provincia. Limita con San Llorente, Corrales de Duero, Bocos de Duero, San Martín de Rubiales Curiel de Duero. Es uno de los cinco municipios que constituyen el Valle del Cuco. Pertenece a la comarca de Campo de Peñafiel.
Los edificios tradicionales son de piedra, siendo los más reseñados, la iglesia de la Asunción, la ermita de la Virgen de la Zarzuela y la ermita del Cristo. La villa de Valdearcos cuenta con un rollo renacentista de justicia en la plaza de arriba, detrás de la iglesia. Dicho rollo carece de remate.
Valdearcos está a 65 km de Valladolid y está a 777 m s. n. m.

## Historia
En 1752 el catastro del marqués de la Ensenada aparece la siguiente información:
- Alcaldes: M. Roque de la Cuesta y Gaspar Bombín.
- Regidores: Valerio Medina y Francisco Aguado.
- Escribano: Melchor Bombín.

Valdearcos dependía del Señorío del duque de Béjar con capital en Curiel de Duero Comunidad de villa y tierra de Curiel. El duque recibía alcabalas por valor de 1500 reales anuales y otros 50 reales por nombrar alcaldes y regidores. En Curiel había médico, barbero sangrador y herbistas. El contorno de Valdearcos es de tres leguas de 5.000 varas castellanas.
Hay tierras de regadío y de secano, en las primeras se siembran cañamares, en las otras: trigo, cebada, centeno, avena y unos pocos garbanzos. También hay viñas, almendros y nogales; ciruelos y perales. Mimbres y álamos blancos y negros (chopos). Las tierras producen cada tercer año (con barbecho intermedio). Los cañamares y las viñas todos los años. Ninguna tierra produce más que una cosecha al año. Había 6 colmenas. La unidad de superficie es la fanega, pero también lo hacen por obradas de 600 estadales. Entre todos habrá 3.000 obradas dedicadas al cultivo, de las cuales de regadío son 40, el resto de secano.
Ganado: Ovejas, cabras, pollinas, yeguas, vacas y bueyes, que se empleaban para la labranza.
Los principales impuestos son diezmos y las primicias. Los diezmos, después de retirar una parte para el medidor y otros, se dividen en 9/9, que se llevan: 1/3 para el obispo de Palencia, el segundo tercio para el duque de Béjar, y el tercer tercio la iglesia de Valdearcos (el cuidado del edificio, el crua y el beneficiado).
La población la componían 51 vecinos, incluyendo hasta los lisiados, que habitaban en las 47 casas del casco urbano, había también 2 casas en ruinas y varios corrales, pajares, etc.
El ayuntamiento (concejo) tenía el cuarto fiel medidor y el derecho de correduría (derecho de revisar las pesas y medidas del contorno y servir de medida patrón). El ayuntamiento también poseía una fragua, la casa que sirve de ayuntamiento, un solar, una bodega y varias tierras y viñas en Valdearcos y otros términos, varias tierras las tenían cedidas a la obra pía fundada por el obispo Guzmán de Palencia.
Valdearcos tiene un préstamo a favor de las memorias de ánimas de la iglesia parroquial por el que paga 75 reales al año y otro a favor de la obra pía citada anteriormente, por el que paga 82 reales.
Por servicios (impuesto), paga 406 reales. Por cientos (impuesto) 850, de utensilio 77 y de sisa 1.500, un impuesto de consumo, a pagar esta sisa ayuda al tabernero con 500 reales. Hay una taberna y un carnicero que viene de fuera.
Había una casa de la cofradía de nuestra Señora de la Asunción que servía de alojamiento a los pasajeros, sin darles limosnas.
Hay dos cirujanos, uno para el pueblo y otro para Bocos, también un Escribano del ayuntamiento que es también Sacristán. Hay un maestro de niños y otro sacristán, que es también tejedor de lino y sayal. Hay un sastre. Hay nueve jornaleros y los demás del pueblo hasta 30 también a día son jornaleros, se pagan 2 reales diarios de jornal. No hay pobres de solemnidad.
En el censo de Pascual Madoz (1845-1850) constan los siguientes datos:
- Partido judicial de Peñafiel. Provincia de Valladolid. Diócesis de Palencia.
- Aparece con el nombre: Val de Arcos de la Vega. Situado en el valle del cuco.
- Número de casas: 80.
- Población: 80 vecinos, 320 habitantes.
- Ayuntamiento, cárcel, escuela.
- Iglesia parroquial de Nuestra Señora de la Asunción servida por un cura y un sacristán.
- Confina con Corrales, San Llorente, Bocos y San Martín.
- El correo despachado desde Peñafiel.
- Producción: Cereales, legumbres, patatas, cáñamo.
- Ganado: Lanar.
- Caza: Liebres y perdices.
- Pago al maestro 4400 rs
- Capital Producido: 584200 rs
- Impuestos: 699983 rs * Seguramente es una errata. ( 69998,3 )
- Contribución: ? No consta.
- Presupuesto municipal: ? Se cubre con fondos propios y reparto municipal
La iglesia parroquial tiene una referencia de 1804 acerca de una reparación de la ermita de San Miguel (que no existe actualmente).

## Geografía humana

### Demografía
Cuenta con una población de 64 habitantes (INE 2024).
| Gráfica de evolución demográfica de Valdearcos de la Vega entre 1842 y 2021 |
| |
| Población de derecho según los censos de población del INE Población de hecho según los censos de población del INEEn estos censos se denominaba Valdearcos: 1842, 1857, 1860, 1877, 1887, 1897, 1900, 1910, 1920, 1930, 1940, 1950, 1960, 1970, 1981 y 1991 |

| 1900 | 1910 | 1920 | 1930 | 1940 | 1950 | 1960 | 1970 | 1981 | 1991 | 2014 | 2022 |
| 397  | 411  | 373  | 400  | 418  | 378  | 337  | 267  | 188  | 150  | 95   | 49   |

## Patrimonio
La Iglesia de la Asunción es la construcción más importante. El edificio es de piedra siendo su elemento más visible su torre de dos cuerpos. Las paredes están reforzadas por contrafuertes. Tiene una única nave rectangular cubierta con bóveda de arista. El presbiterio está enmarcado por un arco de medio punto y la capilla mayor tiene una bóveda de teceletes del siglo XV. El acceso a la iglesia se hace por un pórtico lateral adosado a la nave principal. La sacristía es pequeña y está del lado del Evangelio.
Ermita de Nuestra Señora de la Zarzuela
Es una ermita pequeña de piedra del siglo XVIII que guardaba la imagen de la Virgen de la Zarzuela.
Ermita del Santo Cristo
Es una ermita situada en la entrada del pueblo viniendo desde Curiel que contuvo un retablo del siglo XVIII con una escultura de un Cristo Crucificado. El retablo se trasladó a la iglesia parroquial.

## Personajes célebres
- Javier Mínguez, exciclista profesional y director ciclista de grandes equipos profesionales como BH, Amaya Seguros o Vitalicio Seguros.

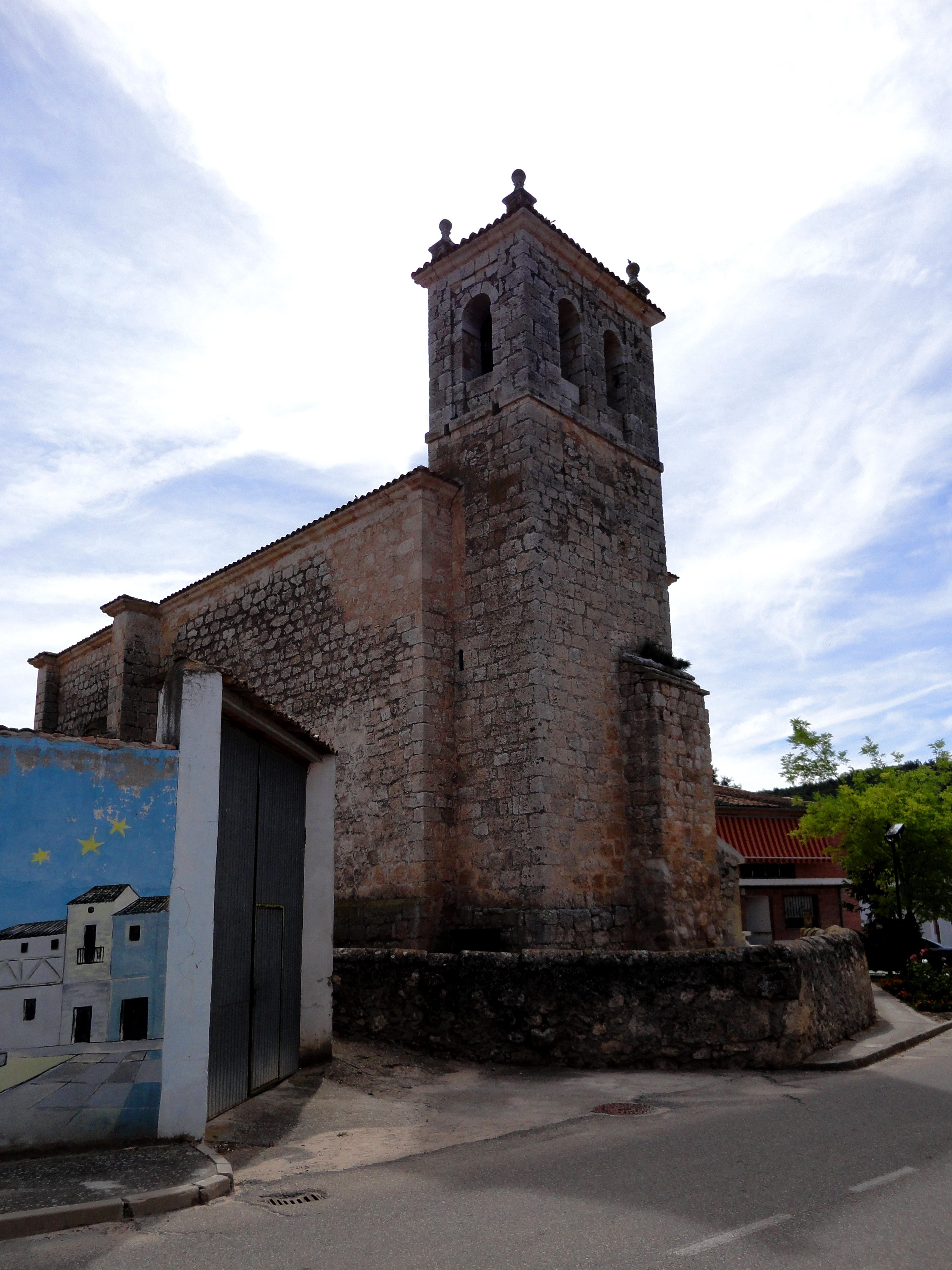
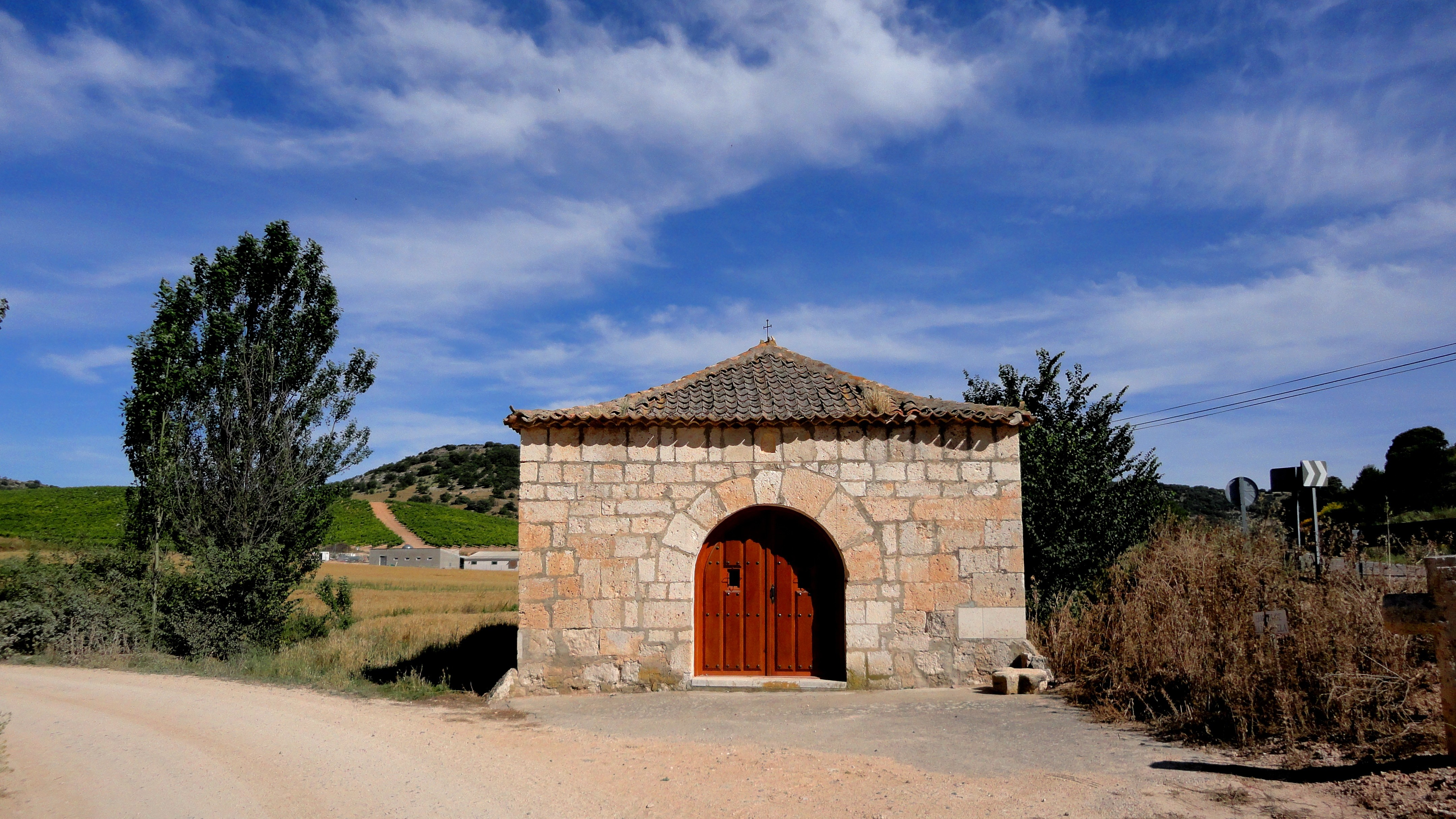
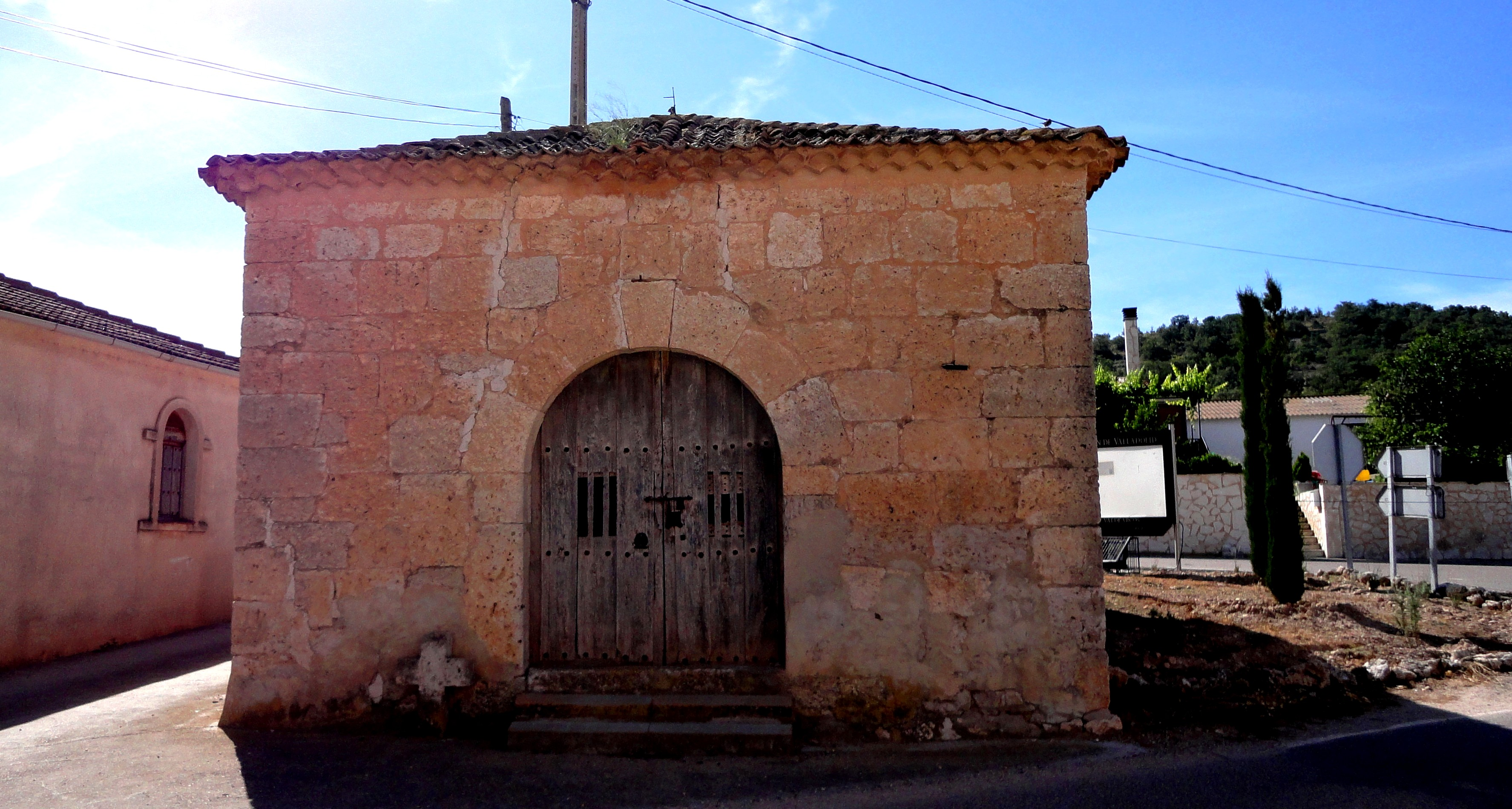
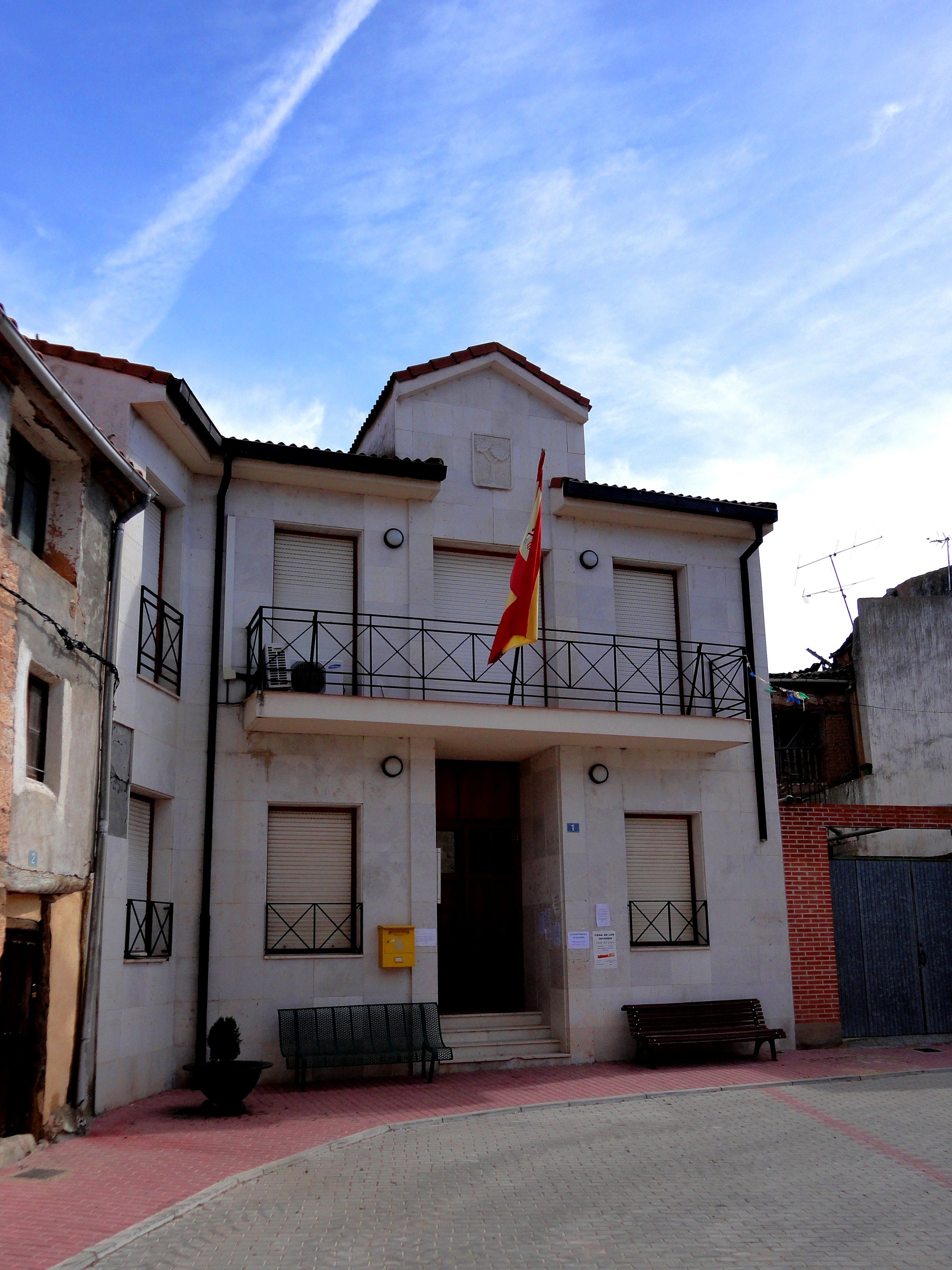
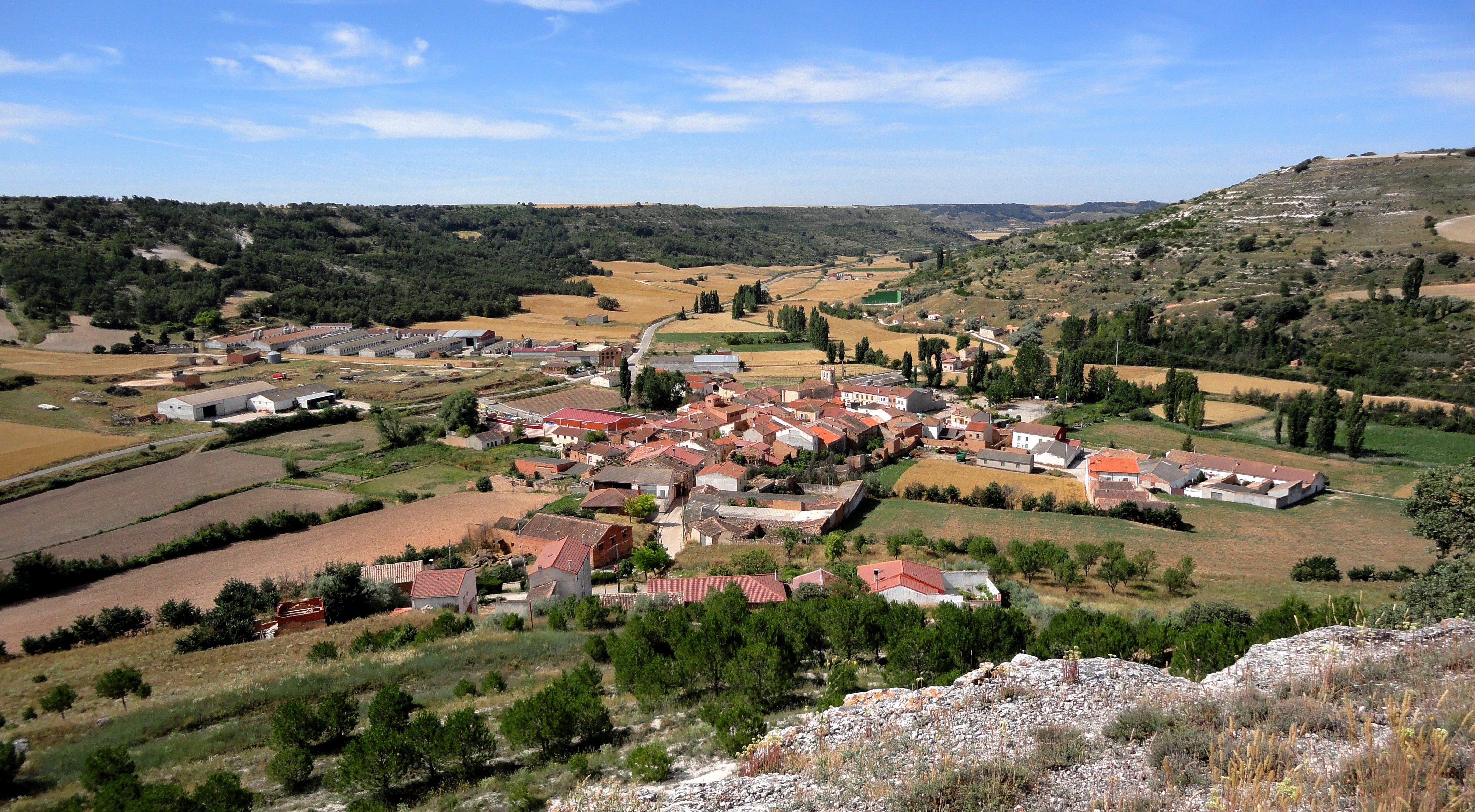